# Lleona de Bujalance
La Lleona de Bujalance és una escultura ibera que data del segle v aC. Aquesta escultura, que representa un tipus de felí o un ca, fou possiblement feta en un taller dels turdetans, poble que habitava la Turdetània, regió ibera situada al sud de la península Ibèrica. L'escultura és tallada en pedra calcària de color blanc-groguenca. Té unes dimensions de 62 cm d'altura, 89 cm de llarg i 28 cm de profunditat.

## Història i descripció
Va ser descoberta als anys 1930 en una finca anomenada Los Aguilones, al terme municipal de Bujalance (Còrdova, Andalusia). Es creu que es tracta d'un objecte funerari destinat a acompanyar les restes mortals d'algun personatge poderós de l'època, igual que moltes altres representacions d'animals fantàstics de l'època ibera. Actualment es conserva al Museu Arqueològic i Etnològic de Còrdova.
Es tracta d'una figura zoomorfa amb cap de lleó situada de front. L'animal té les dents atapeïdes, amb la llengua penjant fora de la boca. El cap té forma cúbica i coll llarg. Té una cabellera tractada de forma simètrica, amb crineres llaurades i la cua està enrotllada sobre la cuixa esquerra. No es conserva la part inferior de les potes.